# Paech’ŏn
Paech’ŏn (kor. 배천군, Paech’ŏn-gun) – powiat w Korei Północnej, w prowincji Hwanghae Południowe. W 2008 roku liczył 159 825 mieszkańców. Graniczy z powiatami Yŏn’an od zachodu, Pongch’ŏn od północy, a także z powiatami Kaep’ung oraz Kŭmch’ŏn od wschodu. Powiat znajduje się nad Morzem Żółtym, określanym w Korei Północnej jako Morze Zachodniokoreańskie. Przez powiat przebiega 64-kilometrowa linia kolejowa Paech’ŏn, łącząca stacje Ŭnpit w powiecie Paech’ŏn oraz stację Jangbang, znajdującą się w granicach administracyjnych stolicy prowincji Hwanghae Południowe, Haeju, a także linia T’ohae z Haeju do stacji Kaep’ung w powiecie o tej samej nazwie (prowincja Hwanghae Północne).

## Historia
Przed wyzwoleniem Korei spod okupacji japońskiej tereny należące do powiatu wchodziły w skład powiatu Yŏnbaek. W obecnej formie powstał w wyniku gruntownej reformy podziału administracyjnego w grudniu 1952 roku, gdy powiat Yŏnbaek podzielono na dwa nowe powiaty – Paech’ŏn oraz Yŏn’an. W jego skład weszły wówczas tereny należące wcześniej do miejscowości Ŭnch’ŏn, Haewŏl, Ryugok, Sŏksan, Unsan, Toch'on, Onjŏng, Hwasŏng, Kŭmsan oraz Hodong (5 wsi).

## Podział administracyjny powiatu
W skład powiatu wchodzą następujące jednostki administracyjne:
| Nazwa jednostki administracyjnej | Rodzaj jednostki administracyjnej | Hangul       | Hancha       |
| -------------------------------- | --------------------------------- | ------------ | ------------ |
| Paech’ŏn-ŭp                      | miasteczko                        | 배천읍       | 白川邑       |
| Pongnyang-rodongjagu             | dzielnica robotnicza              | 봉량로동자구 | 鳳兩勞動者區 |
| Kangho-ri                        | wieś                              | 강호리       | 江湖里       |
| Sŏksan-ri                        | wieś                              | 석산리       | 石山里       |
| Mulgil-ri                        | wieś                              | 물길리       | 물길里       |
| Jŏngch'on-ri                     | wieś                              | 정촌리       | 亭村里       |
| Ch'angp'o-ri                     | wieś                              | 창포리       | 昌浦里       |
| Hwasan-ri                        | wieś                              | 화산리       | 花山里       |
| Obong-ri                         | wieś                              | 오봉리       | 梧鳳里       |
| Ilgok-ri                         | wieś                              | 일곡리       | 日谷里       |
| Wŏnsan-ri                        | wieś                              | 원산리       | 円山里       |
| Hwayang-ri                       | wieś                              | 화양리       | 花陽里       |
| Honghyŏn-ri                      | wieś                              | 홍현리       | 紅峴里       |
| Sinwŏl-ri                        | wieś                              | 신월리       | 新月里       |
| Ryongdong-ri                     | wieś                              | 룡동리       | 龍東里       |
| Subok-ri                         | wieś                              | 수복리       | 壽福里       |
| Kŭmsŏng-ri                       | wieś                              | 금성리       | 錦城里       |
| Hyangjŏng-ri                     | wieś                              | 향정리       | 香亭里       |
| Ponghwa-ri                       | wieś                              | 봉화리       | 烽火里       |
| Ch'ujŏng-ri                      | wieś                              | 추정리       | 楸井里       |
| Panghyŏn-ri                      | wieś                              | 방현리       | 方峴里       |
| Kŭmgok-ri                        | wieś                              | 금곡리       | 金谷里       |
| Ryuch'ŏn-ri                      | wieś                              | 류천리       | 柳川里       |
| Unsan-ri                         | wieś                              | 운산리       | 雲山里       |
| Kŭmsan-ri                        | wieś                              | 금산리       | 金山里       |
| Munsan-ri                        | wieś                              | 문산리       | 文山里       |
| Yŏkgudo-ri                       | wieś                              | 역구도리     | 域久道里     |
| Suwŏn-ri                         | wieś                              | 수원리       | 水源里       |